# 6320 Bremen
För andra betydelser, se Bremen (olika betydelser).
6320 Bremen eller 1991 AL3 är en asteroid i huvudbältet som upptäcktes den 15 januari 1991 av den tyske astronomen Freimut Börngen vid Tautenburg-observatoriet. Den är uppkallad efter den tyska staden Bremen.
Asteroiden har en diameter på ungefär 10 kilometer och den tillhör asteroidgruppen Nysa.